# Haploviricotina
Haploviricotina és un subfílum de virus del fílum Negarnaviricota. És un dels dos únics subfílums de virus, l'altre és Polyploviricotina, que també es troba dins del fílum Negarnaviricota. El nom prové d' ἁπλό (haplo-, en grec antic "simple"), juntament amb el sufix emprat en els subfílums de virus -viricotina.

## Taxonimia
La taxonomia del subfílum Haploviricotina fins al nivell d'ordre és el següent:
Fílum: Negarnaviricota
- Subfílum Haploviricotina
  - Classe Chunqiuviricetes
    - Ordre Muvirales

  - Classe Milneviricetes
    - Ordre Serpentovirales

  - Classe Monjiviricetes
    - Ordre Jingchuvirales
    - Ordre Mononegavirales

  - Classe Yunchangviricetes
    - Ordre Goujianvirales
- Subfílum Polyploviricotina